# Graphocephala curta
Graphocephala curta är en insektsart som först beskrevs av Delong et Currie 1960.  Graphocephala curta ingår i släktet Graphocephala och familjen dvärgstritar. Inga underarter finns listade i Catalogue of Life.